# Нінбург (район)
Нінбург (нім. Nienburg) — район у Німеччині, у складі федеральної землі Нижня Саксонія. Адміністративний центр — місто Нінбург.

## Населення
Населення району становить 121 773 осіб (станом на 31 грудня 2021).

## Адміністративний поділ
Район складається з 33 міст і громад (нім. Einheitsgemeinden), об'єднаних в 7 об'єднань громад (нім. Samtgemeinden), а також двох самостійних міст і одієї самостійної громади.
Дані про населення наведені станом на 31 грудня 2021. Зірочками (*) позначені центри об'єднань громад.
Самостійні громади:
1. Нінбург (місто) (31570)
2. Ребург-Локкум (місто) (10107)
3. Штаєрберг (5218)

Об'єднання громад:
| - 1. Графшафт-Гоя (16908) 1. Айструп (3452) 2. Бюкен (2130) 3. Варпе (700) 4. Гандесберген (522) 5. Гассель (Везер) (1722) 6. Гемельгаузен (578) 7. Гільгерміссен (2142) 8. Гоєргаген (984) 9. Гоя (місто) * (3905) 10. Шверінген (773) - 2. Гемзен (6210) 1. Гасберген (1595) 2. Гемзен (1705) 3. Дракенбург (1828) 4. Рорзен * (1082) - 3. Лібенау (Невірний параметр metadata 032565405) 1. Біннен (1002) 2. Лібенау * (3880) 3. Пеннігзель (1238) | - 4. Марклое (Невірний параметр metadata 032565406) 1. Бальге (1720) 2. Вітцен (2095) 3. Марклое * (4653) - 5. Міттельвезер (16000) 1. Гузум (2387) 2. Есторф (1701) 3. Ландесберген (2722) 4. Лезе (1653) 5. Штольценау * (7537) - 6. Штаймбке (7214) 1. Лінсбург (984) 2. Родевальд (2571) 3. Штаймбке * (2428) 4. Штекзе (1231) - 7. Ухте (13958) 1. Вармзен (3229) 2. Діпенау (3950) 3. Раддесторф (1802) 4. Ухте * (4977) |